# Desumidificador

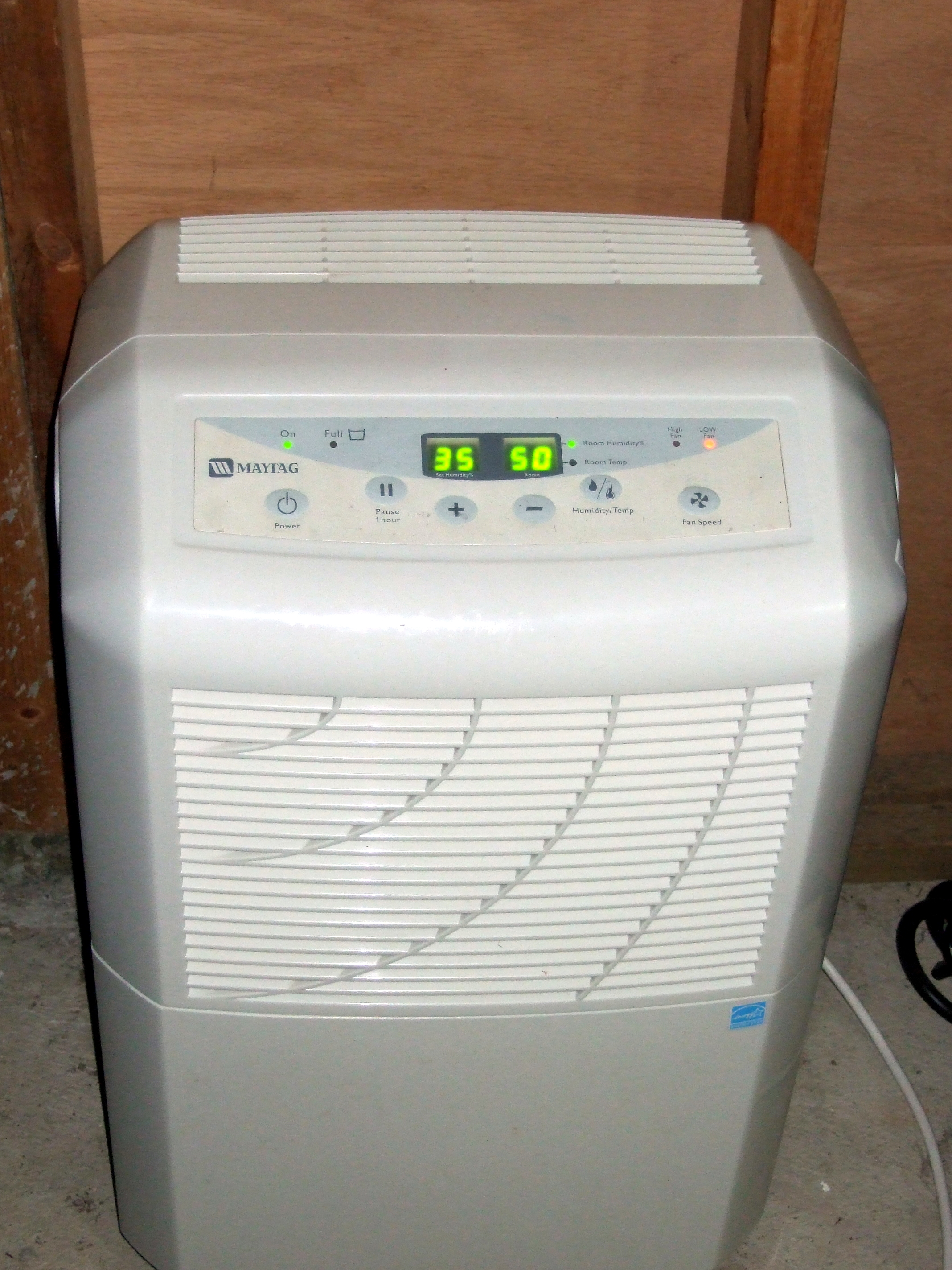
Desumidificador portátil

Desumidificador é um eletrodoméstico que tem como função reduzir a umidade relativa do ar do ambiente em que está. A principal utilização do desumidificador se dá em casas ou escritórios, mas ele também é de importante uso câmaras ambientais. Os problemas causados pela umidade excessiva do ar são o mofo, o surgimento de fungos, a oxidação entre outros. O desumidificador deve deixar umidade do ar entre trinta e cinquenta por cento. Pelo seu funcionamento, esses aparelhos geram, como resíduo, a água removida do ar, sendo necessária removê-la de um compartimento específico. Recomenda-se usar o desumidificador em um ambiente fechado, sem portas ou janelas abertas, isso melhora a eficiência com que o aparelho trabalha.

## Funcionamento
O funcionamento de um desumidificador é simples e muito semelhante ao dos ares-condicionados. Ele se baseia nos princípios das mudanças de estados físicos, mais especificamente, no da condensação.
O processo para retirar a umidade do ar se inicia com uma ventoinha que puxa o ar externo para o aparelho. Esse ar, ainda úmido, encontra-se com uma superfície fria e parte da água contida nele se condensa e pinga dentro de um recipiente que armazena a água removida do ar.
O ar seco e frio passa por uma espiral aquecida para que volte ao meio externo com a temperatura normal. O ar volta ao ambiente por uma saída de ar.

## Riscos Relacionados a umidade

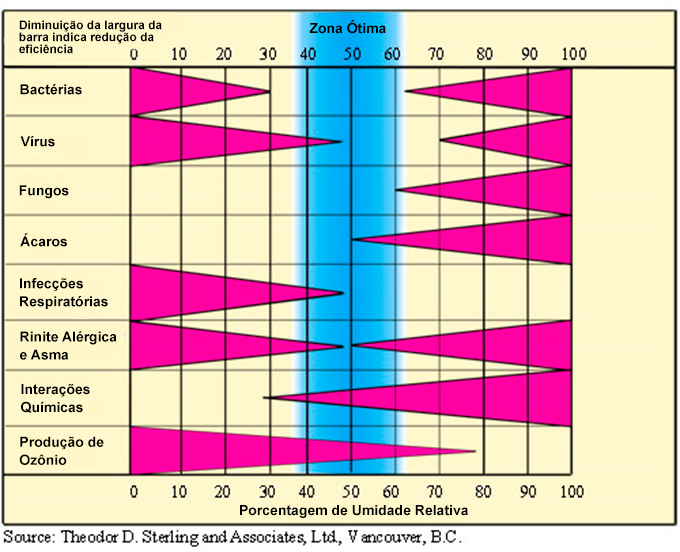
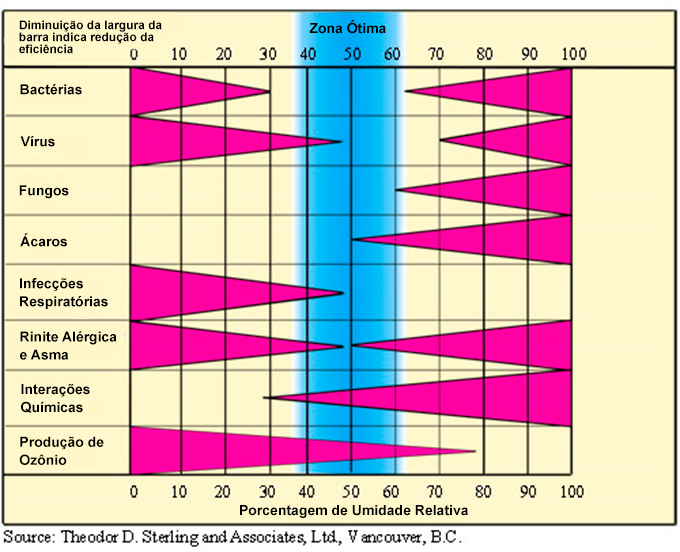

## Inscrição
A umidade relativa nas residências deve, preferencialmente, variar de 30% a 50%.

### Residências e escritórios
A desumidificação dentro de edifícios pode controlar:
- acúmulo excessivo de transpiração corporal que não pode evaporar no ar saturado de umidade
- condensação pingando de tubos de água fria
- empenamento e colagem de móveis e portas